# 佐久インターウェーブ
佐久インターウェーブ（さくインターウェーブ）は、長野県佐久市小田井にある商業施設である。

## おもなテナント
- ザ・ビッグ(スーパーマーケット)
- 平安堂(書店)
- ビバホーム(ホームセンター)
- クラフトパーク(手芸雑貨)
- ダイソー(日用雑貨)
- ねむり間専科寝具館佐久店(日用雑貨)
- SORA(ファッション)
- Sanki(ファッション)
- Honeys(ファッション)
- Parade(日用雑貨)
- かりん亭(飲食)
- バーミヤン(飲食)
- 坐忘カフェ(飲食)
- ウエルシア(薬局)
- ドコモショップ(携帯ショップ)
- pure nail(美容)
- mint(美容)
- GEO(その他)
- あいぱら(その他)